# 7974 Vermeesch
A 7974 Vermeesch (ideiglenes jelöléssel 2218 T-2) a Naprendszer kisbolygóövében található aszteroida. Cornelis Johannes van Houten,  Ingrid van Houten-Groeneveld és Tom Gehrels fedezte fel 1973. szeptember 29-én.